# Rogério Fernandes
Rogério Vaz Afonso Fernandes (Seixal, 28 agosto 2002) è un calciatore saotomense, difensore del Guarda FC e della nazionale saotomense.

## Biografia
È fratello gemello di Ricardo Fernandes, a sua volta calciatore professionista.

## Carriera

### Club
Rogério è cresciuto nel settore giovanile del Casa Pia con cui ha debuttato il 16 maggio 2021 nell'incontro di Segunda Liga vinto 3-0 contro il Varzim. Quattro giorni più tardi ha firmato il suo primo contratto professionistico. Nel gennaio del 2022 è stato ceduto in prestito al Praiense in Campeonato de Portugal. Rientrato al Casa Pia, nel frattempo promosso in Primeira Liga, ha trascorso la prima parte di stagione senza giocare alcun incontro e nel gennaio del 2023 ha fatto ritorno al Praiense, questa volta a titolo definitivo. Al termine della stagione è stato ceduto al Real SC.

### Nazionale
Ha debuttato con la  nazionale saotomense il 14 giugno 2023 nell'incontro di qualificazione per la Coppa d'Africa 2023 perso 1-0 contro la Guinea-Bissau.

## Statistiche

### Presenze e reti nei club
Statistiche aggiornate al 9 giugno 2024.
| Stagione        | Squadra         | Campionato      | Campionato | Campionato | Coppe nazionali | Coppe nazionali | Coppe nazionali | Coppe continentali | Coppe continentali | Coppe continentali | Altre coppe | Altre coppe | Altre coppe | Totale | Totale | Totale |
| Stagione        | Squadra         | Comp            | Pres       | Reti       | Comp            | Pres            | Reti            | Comp               | Pres               | Reti               | Comp        | Pres        | Reti        | Pres   | Reti   |        |
| --------------- | --------------- | --------------- | ---------- | ---------- | --------------- | --------------- | --------------- | ------------------ | ------------------ | ------------------ | ----------- | ----------- | ----------- | ------ | ------ | ------ |
| 2020-2021       | Casa Pia        | LdH             | 1          | 0          | CP+CdL          | 0               | 0               |                    | -                  | -                  |             | -           | -           | 1      | 0      |        |
| 2021-gen. 2022  | Casa Pia        | LdH             | 2          | 0          | CP+CdL          | 1+2             | 0               |                    | -                  | -                  |             | -           | -           | 5      | 0      |        |
| gen.-giu. 2022  | Praiense        | CdP             | 11         | 1          | CP+CdL          | 0               | 0               |                    | -                  | -                  |             | -           | -           | 11     | 1      |        |
| 2022-gen. 2023  | Casa Pia        | PL              | 0          | 0          | CP+CdL          | 0               | 0               |                    | -                  | -                  |             | -           | -           | 0      | 0      |        |
| gen.-giu. 2023  | Praiense        | CdP             | 8          | 0          | CP+CdL          | 0               | 0               |                    | -                  | -                  |             | -           | -           | 8      | 0      |        |
| 2023-2024       | Real SC         | CdP             | 23         | 2          | CP+CdL          | 0               | 0               |                    | -                  | -                  |             | -           | -           | 23     | 2      |        |
| Totale carriera | Totale carriera | Totale carriera | 45         | 3          |                 | 3               | 0               |                    | -                  | -                  |             | -           | -           | 48     | 3      |        |

### Cronologia presenze e reti in nazionale
| Cronologia completa delle presenze e delle reti in nazionale ― São Tomé e Príncipe | Cronologia completa delle presenze e delle reti in nazionale ― São Tomé e Príncipe | Cronologia completa delle presenze e delle reti in nazionale ― São Tomé e Príncipe | Cronologia completa delle presenze e delle reti in nazionale ― São Tomé e Príncipe | Cronologia completa delle presenze e delle reti in nazionale ― São Tomé e Príncipe | Cronologia completa delle presenze e delle reti in nazionale ― São Tomé e Príncipe | Cronologia completa delle presenze e delle reti in nazionale ― São Tomé e Príncipe | Cronologia completa delle presenze e delle reti in nazionale ― São Tomé e Príncipe |
| Data                                                                               | Città                                                                              | In casa                                                                            | Risultato                                                                          | Ospiti                                                                             | Competizione                                                                       | Reti                                                                               | Note                                                                               |
| ---------------------------------------------------------------------------------- | ---------------------------------------------------------------------------------- | ---------------------------------------------------------------------------------- | ---------------------------------------------------------------------------------- | ---------------------------------------------------------------------------------- | ---------------------------------------------------------------------------------- | ---------------------------------------------------------------------------------- | ---------------------------------------------------------------------------------- |
| 14-6-2023                                                                          | Bissau                                                                             | São Tomé e Príncipe                                                                | 0 – 1                                                                              | Guinea-Bissau                                                                      | Qual. Coppa d'Africa 2023                                                          | -                                                                                  | 86’                                                                                |
| 10-9-2023                                                                          | Uyo                                                                                | Nigeria                                                                            | 6 – 0                                                                              | São Tomé e Príncipe                                                                | Qual. Coppa d'Africa 2023                                                          | -                                                                                  |                                                                                    |
| 17-11-2023                                                                         | Radès                                                                              | Tunisia                                                                            | 4 – 0                                                                              | São Tomé e Príncipe                                                                | Qual. Mondiali 2026                                                                | -                                                                                  |                                                                                    |
| 22-3-2024                                                                          | Berkane                                                                            | São Tomé e Príncipe                                                                | 1 – 1                                                                              | Sudan del Sud                                                                      | Qual. Coppa d'Africa 2025                                                          | -                                                                                  |                                                                                    |
| 26-3-2024                                                                          | Berkane                                                                            | Sudan del Sud                                                                      | 0 – 0                                                                              | São Tomé e Príncipe                                                                | Qual. Coppa d'Africa 2025                                                          | -                                                                                  |                                                                                    |
| 6-6-2024                                                                           | Lilongwe                                                                           | Malawi                                                                             | 3 – 1                                                                              | São Tomé e Príncipe                                                                | Qual. Mondiali 2026                                                                | -                                                                                  | 65’                                                                                |
| 9-6-2024                                                                           | Oujda                                                                              | São Tomé e Príncipe                                                                | 0 – 1                                                                              | Liberia                                                                            | Qual. Mondiali 2026                                                                | -                                                                                  | 87’                                                                                |
| Totale                                                                             |                                                                                    | Presenze                                                                           | 7                                                                                  |                                                                                    | Reti                                                                               | 0                                                                                  |                                                                                    |